# Girlfriend (Michael Jackson)
Girlfriend è una canzone scritta dal cantante britannico Paul McCartney e interpretata dal cantante statunitense Michael Jackson ed estratta il 16 luglio 1980 come quinto ed ultimo singolo dall'album Off the Wall (1979) di Jackson. 
La canzone, nel 1978, fu inizialmente inserita anche nell'album London Town dei Wings, gruppo di Paul McCartney.
Fu la prima collaborazione artistica tra Jackson e McCartney. Il brano nel Regno Unito raggiunse la posizione numero 41 nella classifica dei singoli.

## Descrizione
La canzone venne scritta nei primi anni settanta da Paul McCartney con l'aiuto dell'allora moglie, Linda McCartney, con in mente il piccolo Michael Jackson, che in quegli anni era conosciuto come il giovane cantante principale del gruppo di fratelli Jackson 5 alla Motown, etichetta tramite la quale aveva anche iniziato a registrare i suoi primi album da solista. Come raccontato nella sua autobiografia, Moonwalk (1988), Jackson incontrò per la prima volta brevemente McCartney ad una festa privata sulla Queen Mary ancorata a Long Beach ma i due non ebbero modo di parlare di progetti musicali insieme. In seguito, nel giugno del 1976, quando McCartney era in tour con i Wings nel tour Wings over America, Paul arrivò con la famiglia a Los Angeles e qui invitarono Jackson, allora diciassettenne e che aveva appena abbandonato la Motown, di nuovo ad una festa, questa volta nella tenuta di Harold Lloyd. Jackson raccontò così l'incontro e la genesi del brano:
(Michael Jackson, Moonwalk, 1988)
La canzone segnò la prima collaborazione tra il re del pop e l'ex Beatle, che successivamente lavorarono insieme nel 1982 in The Girl Is Mine nell'album Thriller di Jackson e nelle due canzoni di McCartney Say Say Say e The Man, contenute nell'album del 1983 di quest'ultimo, intitolato Pipes of Peace. 
Secondo alcune versioni, la loro amicizia sarebbe terminata nel 1985, quando Jackson comprò la ATV Music Publishing e quindi anche i diritti di 250 canzoni dei Beatles, amicizia comunque in parte riallacciata diversi anni più tardi.

## Tracce
Vinile 7" Regno Unito
1. Girlfriend (Album Version) – 3:05 (Paul McCartney)
2. Bless His Soul (Album Version) – 4:57 (The Jacksons)

Nota: nel lato B è presente il brano Bless His Soul dall'album dei Jacksons Destiny del 1978, ma interpretato dal solo Michael Jackson.

## Classifiche
| Paese         | Posizione massima |
| ------------- | ----------------- |
| Nuova Zelanda | 49                |
| Regno Unito   | 41                |